# Parasarcophaga kurahashii
Parasarcophaga kurahashii är en tvåvingeart som beskrevs av Nandi 1992. Parasarcophaga kurahashii ingår i släktet Parasarcophaga och familjen köttflugor. Inga underarter finns listade i Catalogue of Life.